# مقاطعة بلادين (كارولاينا الشمالية)
مقاطعة بلادين (بالإنجليزية: Bladen County)‏ هي إحدى مقاطعات ولاية كارولاينا الشمالية في الولايات المتحدة الأمريكية. مركز المقاطعة أو مقعدها هي مدينة إليزابيثتاون. تأسست هذه المقاطعة سنة 1734.أصل هذه المقاطعة يأتي من: مقاطعة نيوهانوفر.

## أعلام
- عمر بن سعيد
- ألفريد مور
- دونكان ستيوارت
- جون أوين
- روبرت هاو